# UC 46
UC 46 war ein deutsches U-Boot der Kaiserlichen Marine vom Typ UC II, das am 8. Februar 1917 in der Nordsee vor Dover durch Rammstoß von dem britischen Kriegsschiff Liberty versenkt wurde. Die gesamte Besatzung unter dem Kommandanten Oberleutnant zur See Friedrich Möcke kam ums Leben. Das Wrack liegt südöstlich der Goodwin Sands.

## Geschichte
Im November 1915 erteilte das Reichsmarineamt die Genehmigung, soviel U-Boote des Typs UC II zu bauen, wie bis Ende September 1916 fertig gestellt werden könnten. Die daraufhin bei Blohm & Voss und der A.G. Vulcan in Hamburg sowie bei der A.G. Weser in Bremen in Auftrag gegebenen 15 U-Boote erhielten die Nummern UC 34 bis UC 48.
UC 46 wurde nach der Überführungsfahrt von Kiel zur U-Flottille Flandern ab Dezember 1916 in der südlichen Nordsee und insbesondere im Bristolkanal als Minenleger eingesetzt.

## Einsätze
- 27. November bis 29. November 1916: Überführungsfahrt von Kiel nach Flandern
- 4. Dezember bis 9. Dezember 1916: Minenlegen vor der englischen Ostküste bei Flamborough Head und Spurn Point
- 19. Dezember 1916 bis 3. Januar 1917: Minenlegen vor Dartmouth (Devon) und Swansea
- 25. Januar bis 8. Februar 1917: Minenlegen und Einsatz als Jagd-U-Boot im Bristolkanal

## Versenkungen
| Durch UC 46 versenkte oder beschädigte Schiffe |               |                        |         |                                   |
| Datum                                          | Schiffsname   | Nationalität           | Tonnage | Bemerkung                         |
| 21. Dezember 1916                              | Modig         | Norwegen               | 1.704   | Versenkung durch Mine             |
| 24. Dezember 1916                              | Paul Raix     | Vereinigtes Königreich | 4.196   | Beschädigung durch Mine           |
| 26. Dezember 1916                              | Saint Louis   | Frankreich             | 184     | Versenkung durch Mine             |
| 28. Dezember 1916                              | Neptune       | Belgien                | 199     | Versenkung durch Mine             |
| 28. Dezember 1916                              | Agnes         | Vereinigtes Königreich | 99      | Versenkung durch Mine             |
| 30. Dezember 1916                              | Sappho        | Griechenland           | 2.087   | Versenkung durch Mine             |
| 1. Januar 1917                                 | Goosebridge   | Schweden               | 1.886   | Versenkung durch Mine             |
| 1. Februar 1917                                | Gamma         | Niederlande            | 2.115   | Versenkung durch Torpedotreffer   |
| 2. Februar 1917                                | Isle of Arran | Vereinigtes Königreich | 1.918   | Versenkung durch Torpedotreffer   |
| 4. Februar 1917                                | Marthe        | Frankreich             | 154     | Versenkung durch Torpedotreffer   |
| 5. Februar 1917                                | Argyllshire   | Vereinigtes Königreich | 12.097  | Beschädigung durch Torpedotreffer |
| 6. Februar 1917                                | Longset       | Vereinigtes Königreich | 275     | Versenkung durch Mine             |

## Untergang
Am 8. Februar 1917 gegen 4 Uhr morgens steuerte UC 46 in Unterwasserfahrt die Meerenge von Dover an. Dann entschloss sich der Kommandant, den Marsch über Wasser fortzusetzen. Er gab den Befehl zum Auftauchen und durchbrach bei hellem Mondlicht südöstlich der Goodwin Sands die Wasseroberfläche. Ausgerechnet hier patrouillierte nur wenige hundert Meter entfernt der britische Zerstörer Liberty, der das U-Boot mit 44 km/h Geschwindigkeit knapp vor dem Turm rammte. UC 46 sank sofort mit der gesamten Besatzung etwa auf Position 51° 7′ N, 1° 39′ O.